# Rue de Brest
La rue de Brest est une voie des quartiers de la Presqu'île dans le 2e arrondissement de Lyon, en France. Elle constitue l'une voies commerçantes majeures du centre de Lyon, parallèle aux deux percées haussmanniennes, les rues du Président-Édouard-Herriot et de la République, en prolongeant la rue Paul-Chenavard et finissant sur la place des Jacobins.
La rue a été nommée ainsi à la fin de la Seconde Guerre mondiale en hommage à la ville de Brest presque entièrement rasée par les bombardements alliés. Les Lyonnais ont participé financièrement à la reconstruction de Brest. En remerciement, une des artères principales de Brest a été nommée rue de Lyon.

## Histoire

### Origine
Anciennement appelée rue Centrale jusqu'en 1943 la rue de Brest s'étendait depuis la rue Tupin et était précédée par la rue des Trois Carreaux et de la rue Basse Grenette. La partie nord a été habitée depuis le début du Moyen Âge, tandis que la partie sud de la rue Tupin est plus récente et a été entièrement rénovée sous la direction de René Dardel et de Benoît Poncet en 1847. La même année, des inscriptions romaines ont été trouvées dans la rue.
La création de la rue Centrale est entamée en 1845 sous le mandat du maire Jean-François Terme et achevée sous le Second Empire. Elle est construite à partir des rues Saint-Pierre, de la rue des Trois-Carreaux, la rue Basse-Grenette et traverse des îlots près de la place Confort. Sa création au sein de la presqu'île fait partie du plan Morand.

### XXe siècle
Au début du XXe siècle, le bois sacré d'Inde y a été vendu pendant 40 ans par la maison Vabre et Hysta, au numéro 14. Le nom actuel de la rue a été adopté après délibération du conseil municipal le 8 juin 1943.

## Architecture et description
À l'ouest, la rue est composée de bâtiments de cinq étages datant des années 1840. La partie « est » est constituée d'une section large mais courte, suivie d'une série de façades anciennes provenant de la rue de la Poulaillerie. Entre la rue Grenette et la rue Tupin, une maison de trois étages construite au XVIe siècle nommée ancienne Grenette (halle aux grains) peut être aperçue, laquelle a désormais une terrasse avec des pierres sculptées. Les façades colorées de nombreuses portes sont sculptées de diverses manières et présentent des décorations. Un grand porche argenté annonce le début du passage de l'Argue.
Au numéro 1, il y a une traboule directe débutant avec une porte vitrée, puis une allée (anciennement appelée Avenue de la Mort), un passage et deux portes verrouillées ; elle surplombe l'impasse Nizier. Au numéro 45, la traboule directe, ouverte, débute dans un bâtiment du XIXe siècle et conduit à la rue Édouard-Herriot.
La rue comprend de nombreuses associations (de musique, de danse, etc.), des boutiques de vêtements et quelques magasins de nourriture, entre autres.